# Калиновый Гай
Калиновый Гай (укр. Калиновий Гай) — село на Украине, основано в 1969 году, находится в Пулинском районе Житомирской области.
Код КОАТУУ — 1825484603. Население по переписи 2001 года составляет 44 человека. Почтовый индекс — 12051. Телефонный код — 4131. Занимает площадь 0,478 км².

## Адрес местного совета
12052, Житомирская область, Пулинский р-н, с. Стрыбеж, ул. Ленина, 25